# クリスタル・ブリッジーズ・アメリカン・アート美術館
クリスタル・ブリッジーズ・アメリカン・アート美術館（Crystal Bridges Museum of American Art）はアメリカ合衆国、アーカンソー州、ベントンビルに2011年11月に開館した美術館である。植民地時代からのアメリカ合衆国の美術品を展示している。ウォルマートの創業家、ウォルトン家一族のアリス・ウォルトンが資金を提供して設立された。

## 概要
世界最大のスーパーマーケットチェーンのウォルマートの創業者の娘で資産家のアリス・ウォルトンが、ウォルマートの本社のあるアーカンソー州、ベントンビルに8億ドルの資金を提供して設立された。建築家、モシェ・サフディーの設計による建物群が建設され、2011年11月11日に一般公開された。開館までの5年間の間に、アメリカ人画家やアメリカで活動した画家の約600点の絵画。素描、彫刻が集められ、展示されている。

## コレクション

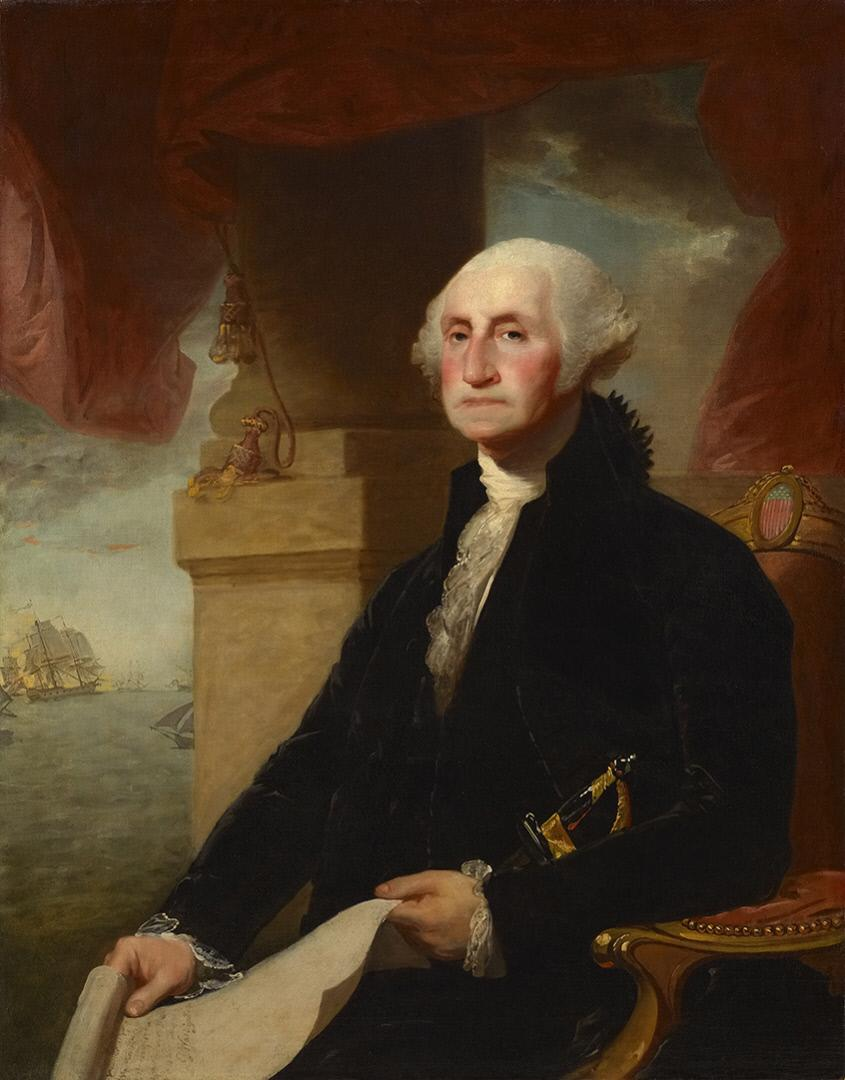
ジョージ・ワシントンの肖像画 (The Constable-Hamilton Portrait, 1797) ギルバート・ステュアート
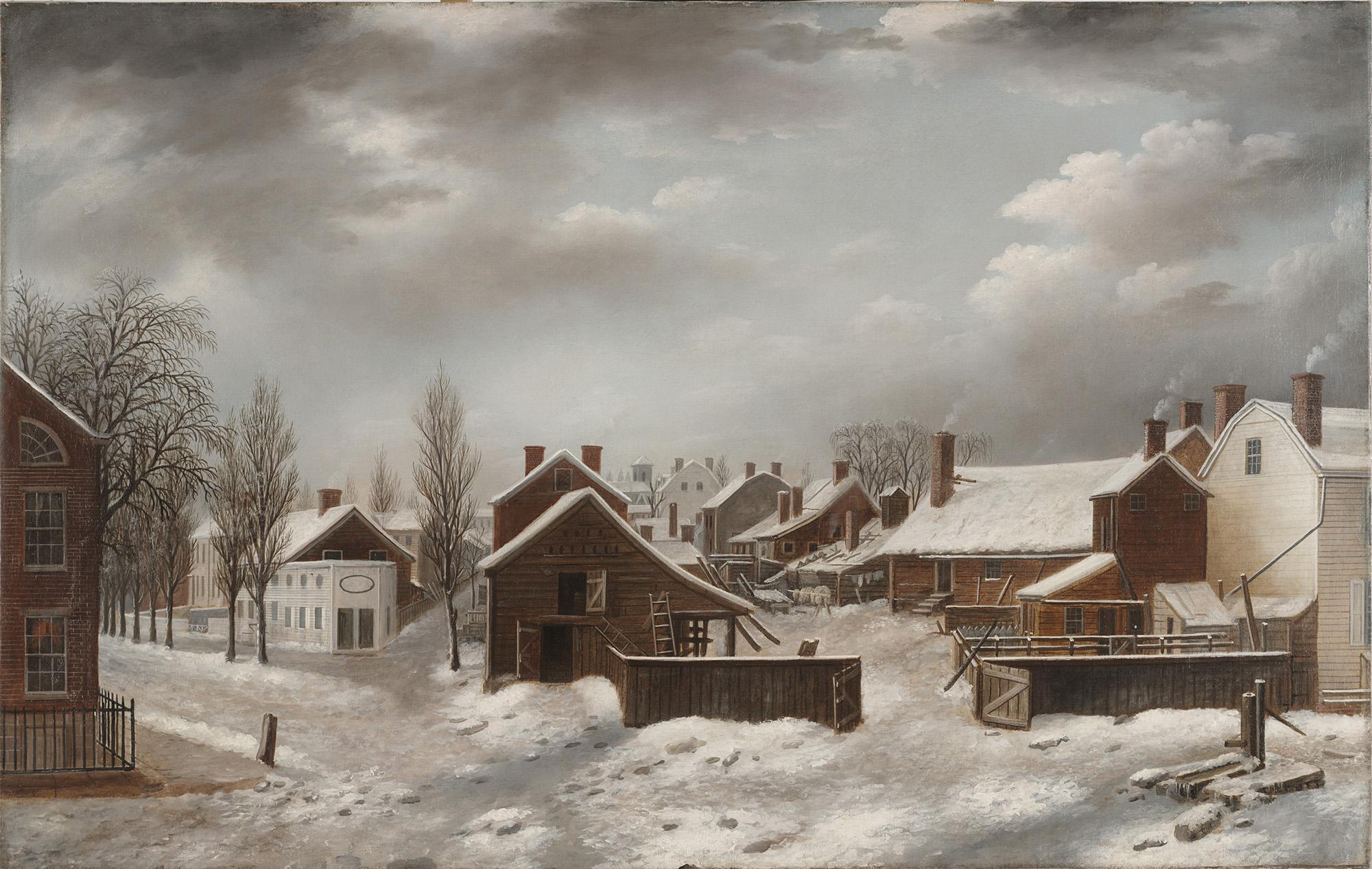
ブルックリンの冬景色 (c.1817-1820) フランシス・ガイ
メキシコからの戦争のニュース (1848) リチャード・ケートン・ウッドヴィル
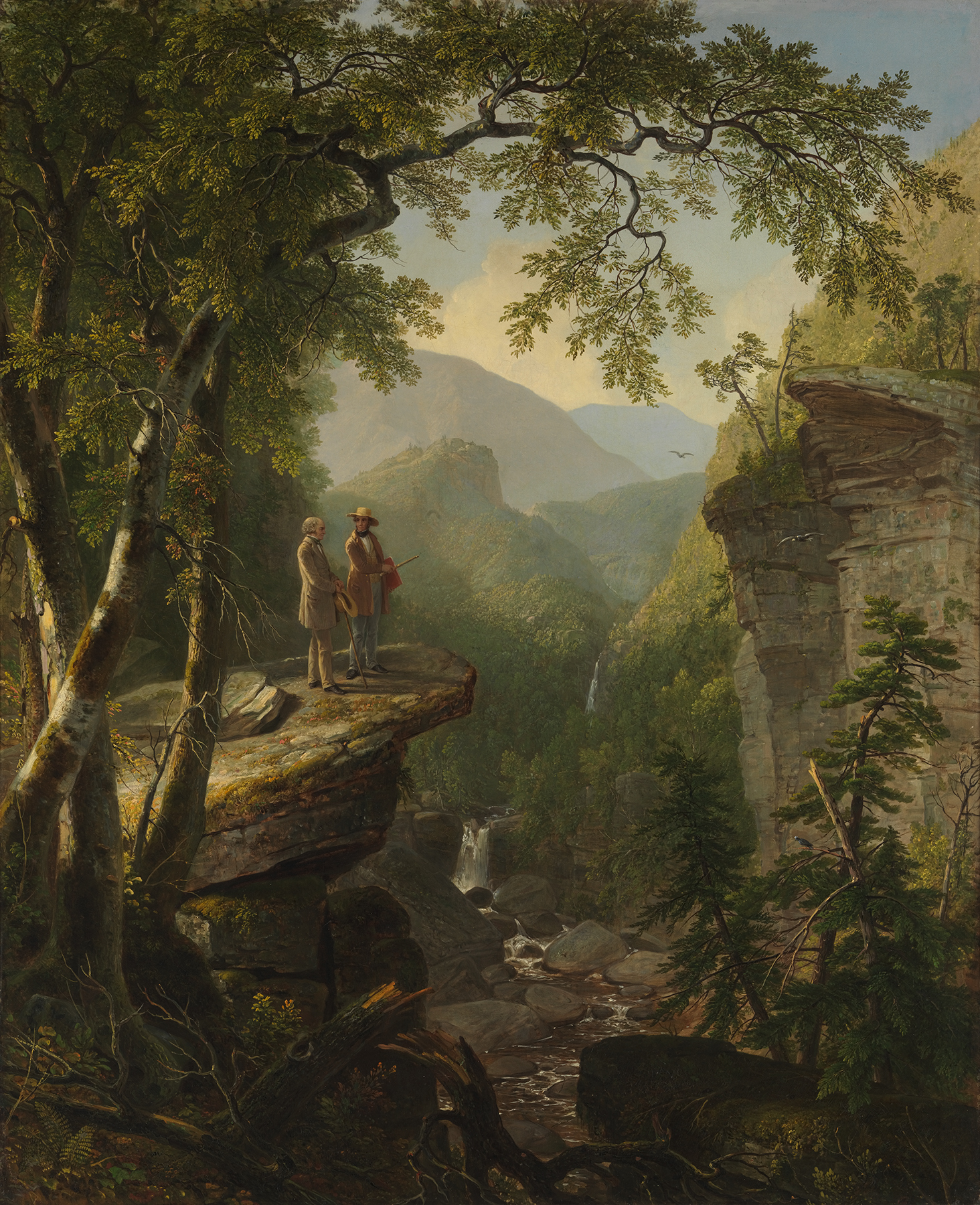
Kindred Spirits (1849) アッシャー・ブラウン・デュランド
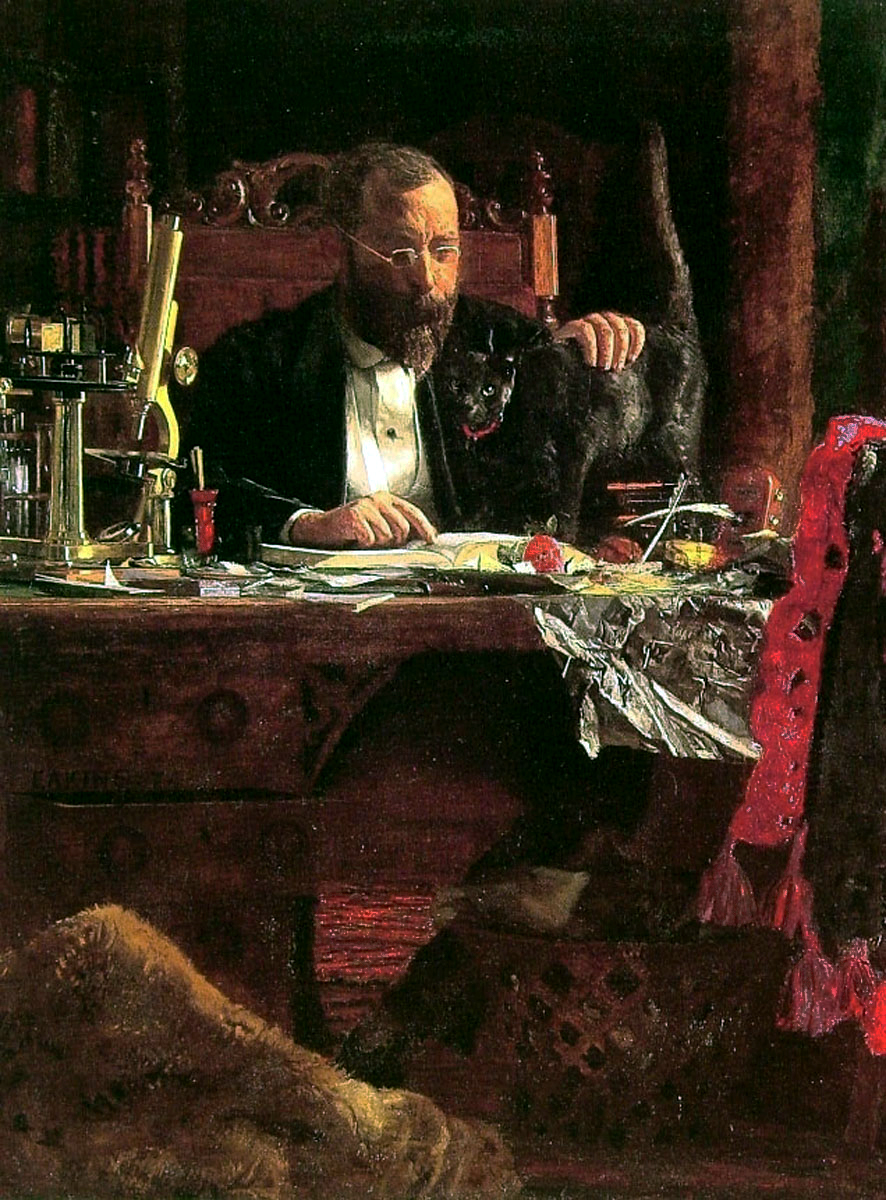
ベンジャミン・ランド教授の肖像 (1874) トマス・エイキンズ
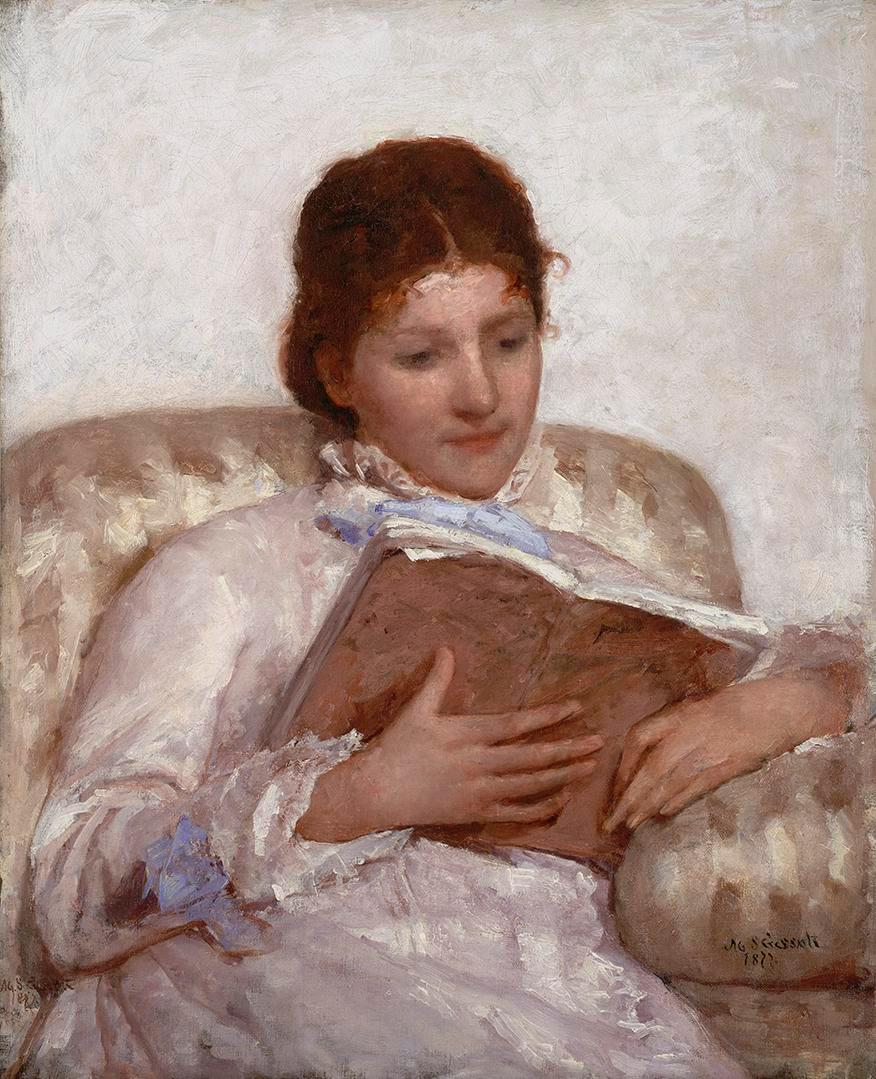
読書する女性 (1877) メアリー・カサット
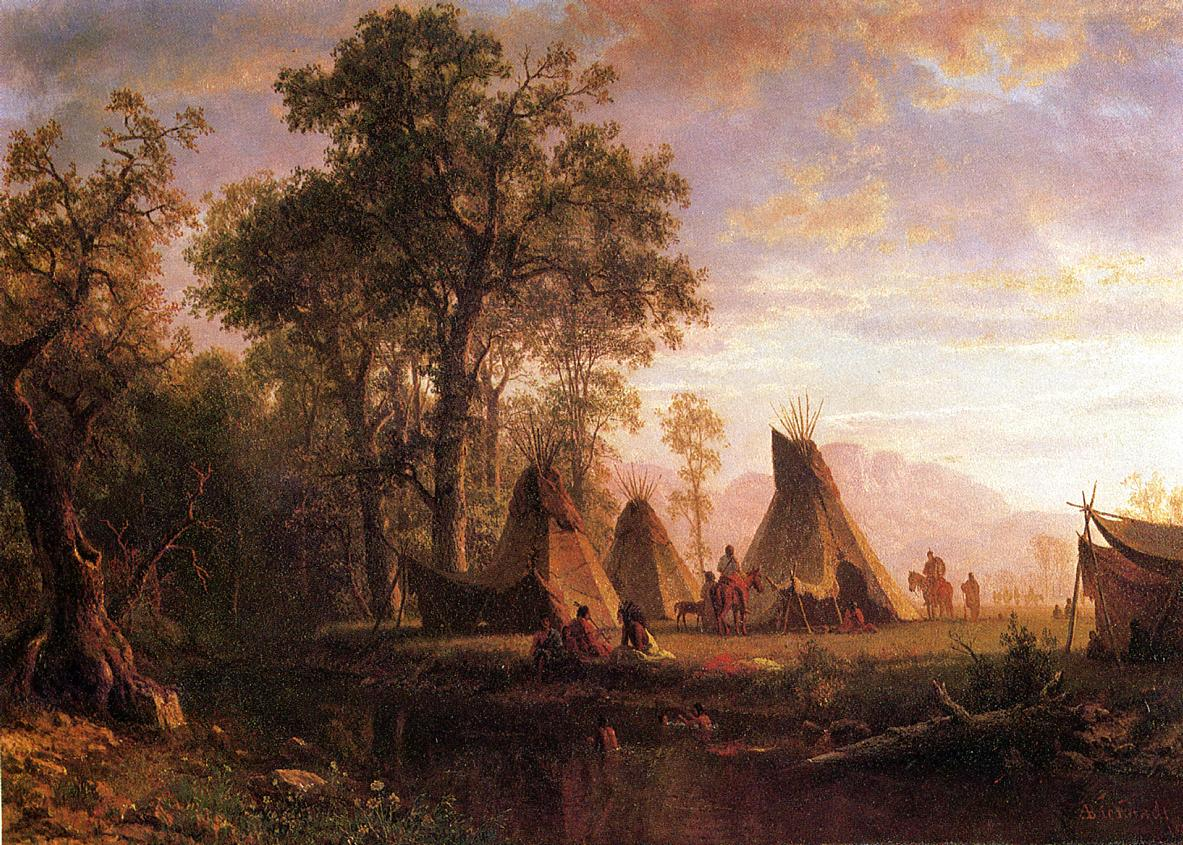
Indian Encampment, Late Afternoon (1878) アルバート・ビアスタット
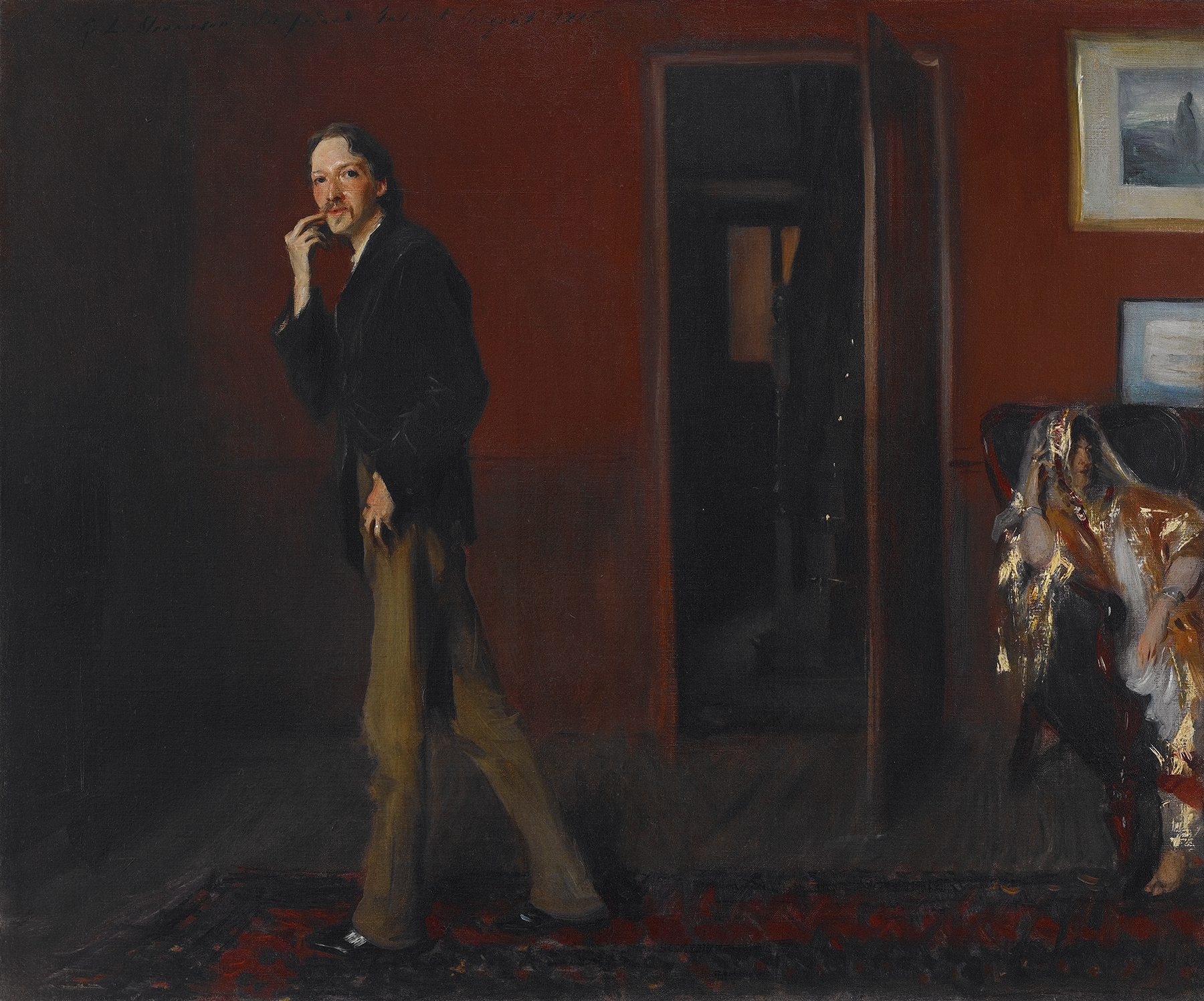
スチーブンソンとその妻 (1885) ジョン・シンガー・サージェント
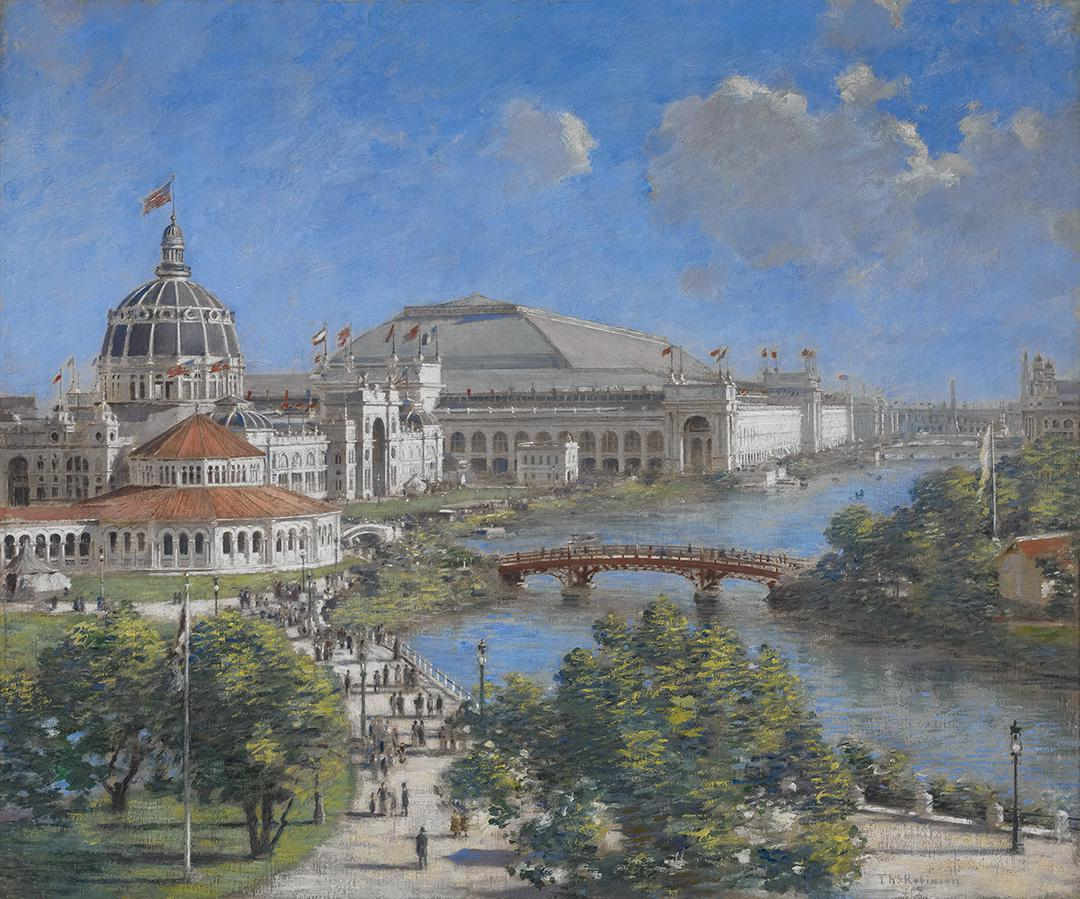
World's Columbian Exposition (1894) セオドア・ロビンソン
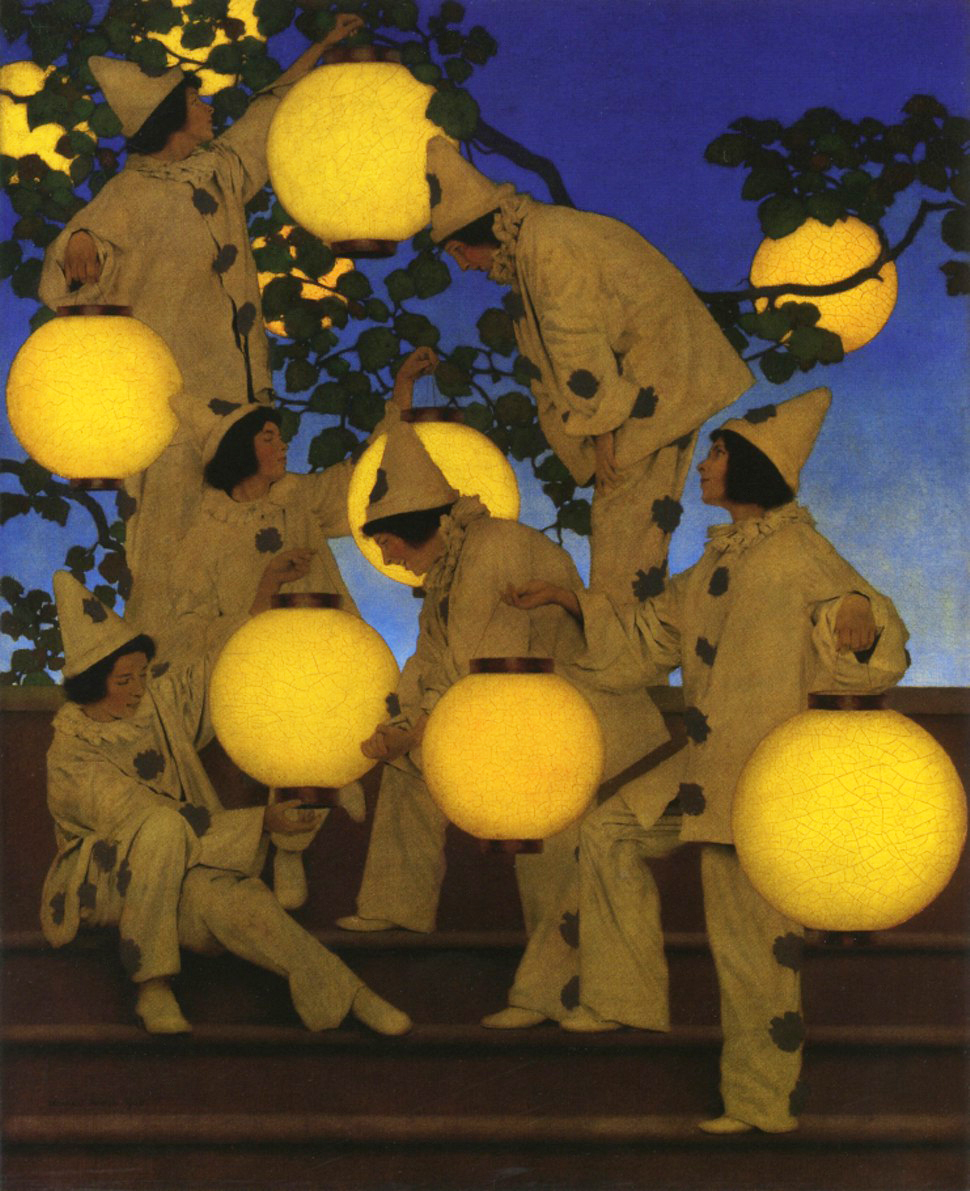
The Lantern Bearers (1908) マックスフィールド・パリッシュ
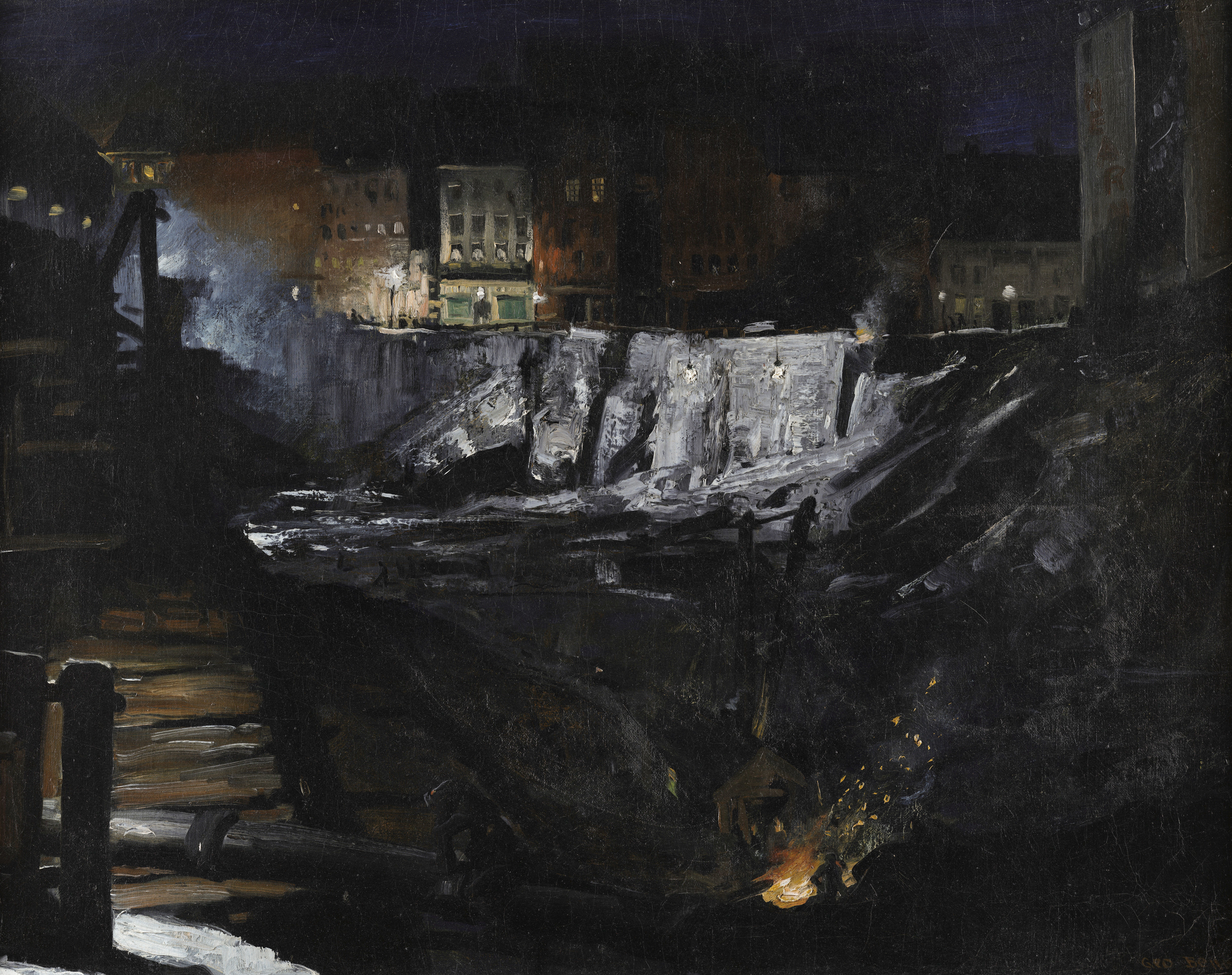
Excavation at Night (1908) ジョージ・ベローズ
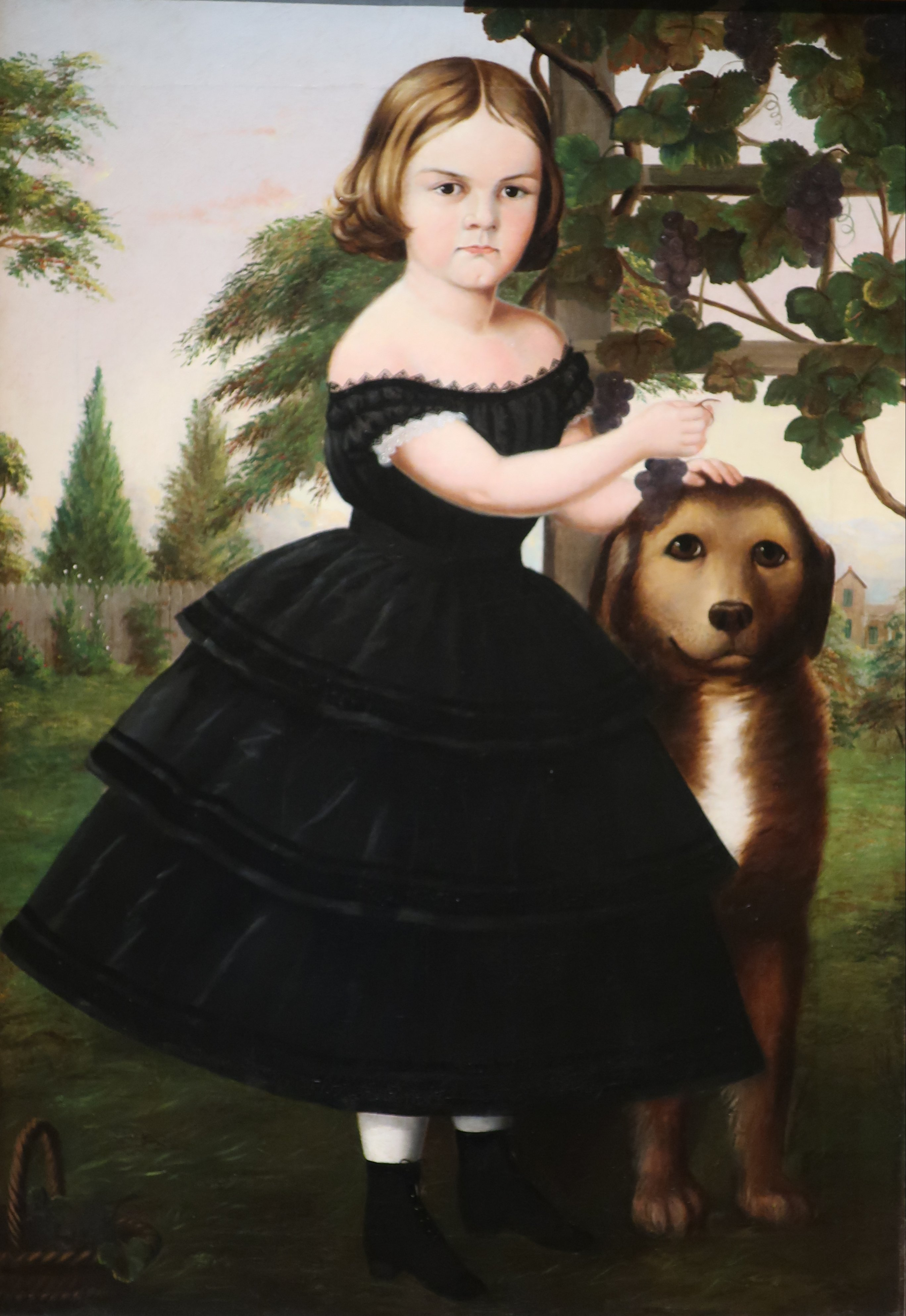
Portrait of a Girl and Her Dog in a Grape Arbor スーザン・ウォーターズ
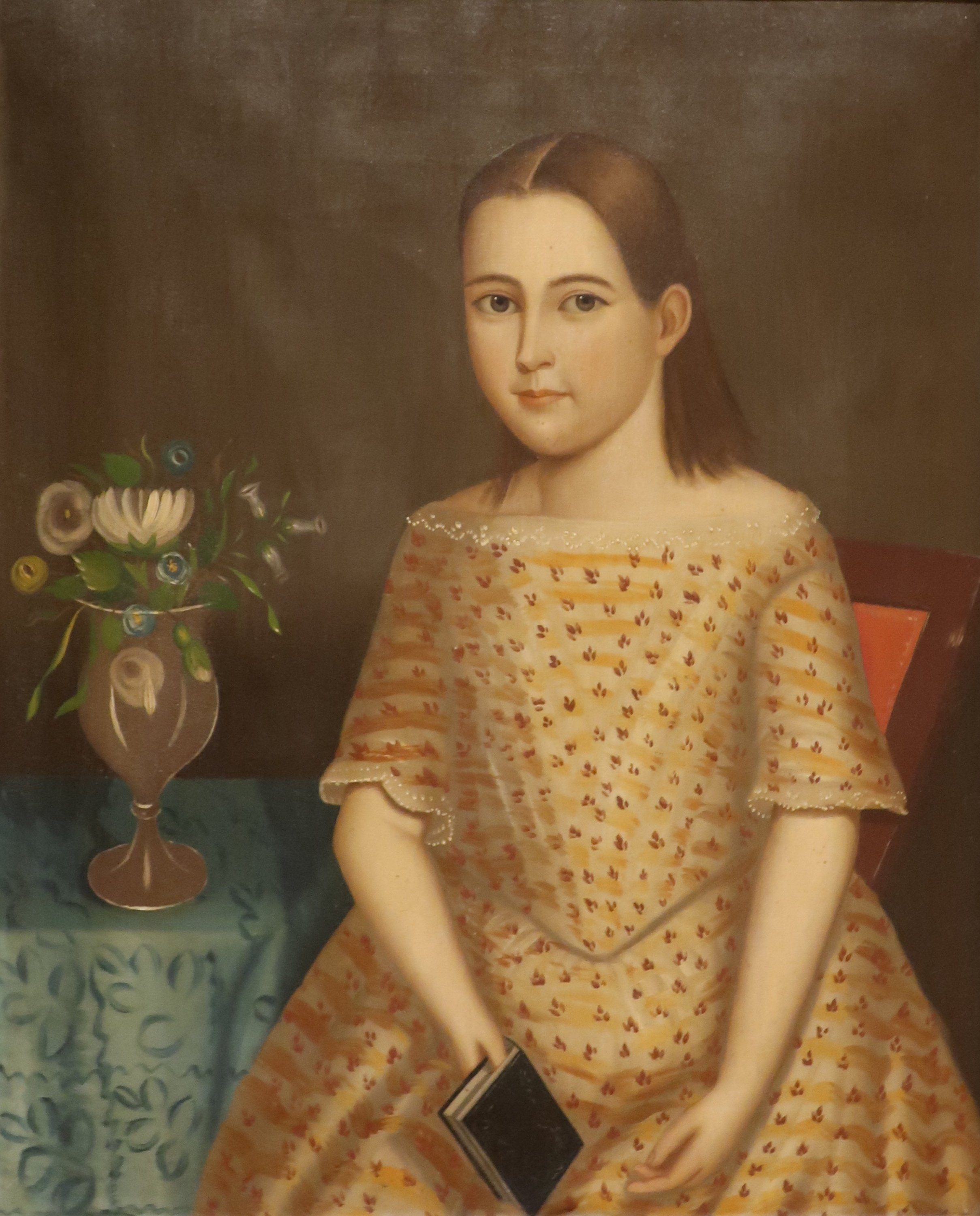
Portrait of Jane Clay(1848) ホーレス・バンディ